# Vladislav Delay

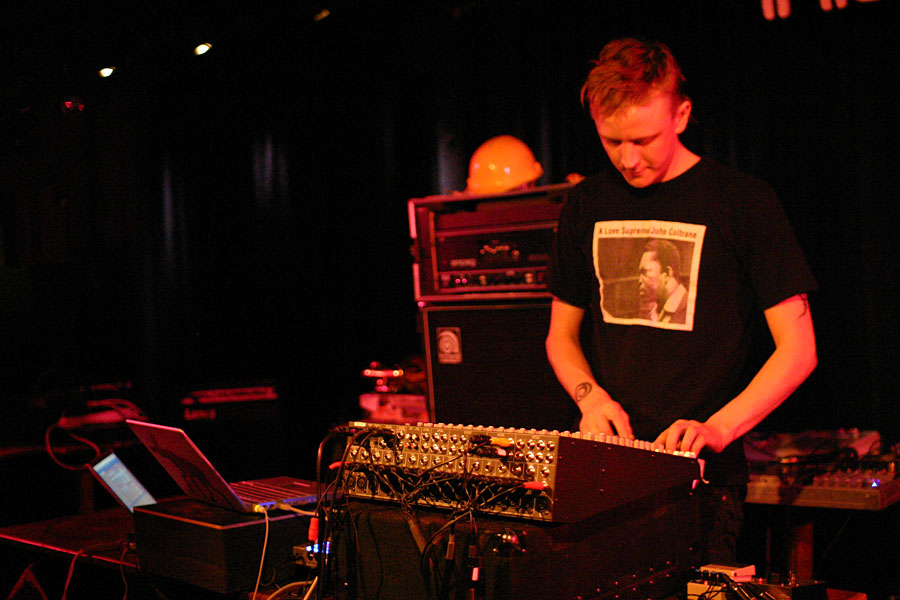
Delay bei einem Auftritt 2006

Vladislav Delay, bürgerlich Sasu Ripatti (* 1976 in Oulu) ist ein finnischer Electronica-Musiker.
Er trägt für andere Aufnahmen auch die Pseudonyme Luomo, Sistol, Uusitalo und Conoco. Er ist außerdem Gründer des finnischen Labels Huume Recordings.
Delay lebt mit der als AGF bekannten Musikerin Antye Greie-Ripatti zusammen.

## Diskographie (Auswahl)

### Alben

#### Als Vladislav Delay
- 1999: Ele
- 2000: Entain
- 2000: Multila
- 2001: Anima
- 2002: Naima
- 2004: Demo(n) Cuts EP
- 2004: Demo(n) Tracks
- 2005: The Four Quarters
- 2007: Multila (Re-release Edition)
- 2007: Whistleblower
- 2008: Anima (Re-release Edition)
- 2009: Tummaa
- 2011: Vladislav Delay Quartet (mit Mika Vainio, Lucio Capece und Derek Shirley)
- 2011: Vantaa
- 2012: Espoo (EP)
- 2012: Kuopio
- 2014: Visa
- 2018: Nordub (Sly & Robbie meet Nils Petter Molvær featuring Eivind Aerset and Vladislav Delay)
- 2020: Rakka
- 2020: 500-Push-Up (mit Sly & Robbie)

#### Als Sistol
- 1999: Sistol (Re-Release mit veränderter Tracklist 2010)
- 2010: On the Bright Side

#### Als Uusitalo
- 2000: Vapaa Muurari
- 2006: Tulenkantaja
- 2007: Karhunainen

#### Als Luomo
- 2000: Vocalcity
- 2003: The Present Lover
- 2004: The Kick (mit Domenico Ferrari)
- 2006: Paper Tigers
- 2008: Convivial
- 2011: Plus

#### Als AGF/Delay
- 2005: Explode (mit Antye Greie-Ripatti)
- 2009: Symptoms (mit Antye Greie-Ripatti)

#### Mit 'The Dolls'
- 2005: The Dolls (mit Antye Greie-Ripatti und Craig Armstrong)

### Singles und EPs
- 1997: Vladislav Delay – The Kind of Blue EP
- 1999: Vladislav Delay – Huone
- 1999: Vladislav Delay – Helsinki/Suomi
- 2000: Vladislav Delay – Ranta
- 2000: Conoco – Kemikoski
- 2000: Luomo – Livingston
- 2000: Luomo – Native
- 2001: Luomo – Carter
- 2001: Luomo – Tessio (Remixes)
- 2002: Luomo – Diskonize Me
- 2003: Luomo – Tessio
- 2003: Luomo – Waltz For Your Eyes
- 2003: Luomo – Running Away (mit Raz Ohara)
- 2004: Luomo – What's Good
- 2004: Luomo – The Kick (mit Domenico Ferrari)
- 2004: Vladislav Delay – Demo(n) Cuts EP
- 2006: Luomo – Really Don't Mind
- 2009: Luomo – Tessio (Remixes – Great Stuff Edition)
- 2010: Sistol – On the Brighter Side (Remixes Vol.1 / Vol.2)
- 2013: Ripatti – Ripatti01 – #36 / #24
- 2013: Heisenberg (Ripatti/Loderbauer) – Ripatti02 – #12 / #19
- 2014: Vladislav Delay: Ripatti03 – #5 / #22
- 2014: Ripatti/Teeth: #52 / #3
- 2014: Ripatti: #54 / #46
- 2014: Heisenberg (Ripatti/Loderbauer) – Ripatti06 – #2 / #6

## Filmografie (Auswahl)
- 2018–2019: Arctic Circle – Der unsichtbare Tod (Fernsehserie)